# Lesbisk Front
Lesbisk Front var en lesbisk svensk kamporganisation. Den bildades 1975 med målsättningen att främja en mera radikal utveckling i fråga om lesbiska kvinnors villkor. Lesbisk Front bytte 1979/80 namn till Lesbiska Feminister, och verksamheten fortsatte fram till 1994.

## Historia
Lesbisk front hade sitt ursprung i två arbetsgrupper med lesbiska som bildades inom RFSL: i Stockholm 1973 och i Göteborg. De lesbiska ansåg sig osedda och motarbetade inom RFSL. Stockholmsgruppen tog sig namnet Grupp Viktoria (efter den engelska drottningen Victoria som inte trodde att lesbiska existerade). De arbetade enligt en icke-hierarkisk organisationsmodell, till skillnad från RFSL, och var inspirerade av den nya radikala kvinnorörelsen. De skapade självbestämmande basgrupper inom vilka arbetsmetoder och inriktning varierade. Göteborgsgruppen kallade sig Grupp Göta och senare Lesbiska Ligan. De ägnade sig framförallt åt utåtriktade aktiviteter som radioprogram och kabaréer. Även i Malmö fanns en grupp lesbiska feminister, men de hade en mer anarkiskt inriktning. Dessa grupper gick 1975 samman i Lesbisk Front, efter att de deltagit i ett skandinaviskt lesbiskt seminarium i Oslo i november 1974.
Lesbisk Front drev en bred verksamhet med syftet att stärka lesbiskpolitiska identiteter. De spred sina idéer genom texter, tal, sånger, teater, film och tidskrifter samt ägnade sig åt politiska aktioner, till exempel aktionen mot porrklubben Pussy Cat Club i Stockholm 1975. De hade även så kallade medvetandehöjande basgrupper och arrangerade kvinnofester och kvinnoläger. De var också pådrivande för bildandet av kvinnohus på olika orter i Sverige. Av stor betydelse var det täta samarbetet med nordiska och internationella lesbiska nätverk.
I december 1979 öppnades samlingsplatsen Kvinnohuset på Snickarbacken i Stockholm där Lesbisk Front, Grupp 8, tidningen Kvinnobulletinen och Kvinnohusgruppen drev en mångsidig verksamhet. Kvinnohuset flyttade senare till Blekingegatan men stängdes 2005 när Stockholms kommun drog in sitt ekonomiska bidrag.
Lesbisk Front bytte 1979/80 namn till Lesbiska feminister, vilket antyder en ideologisk förändring från 1970-talets vänsterinriktning till en mer kvinnopolitisk. Lesbiska Feminister i Stockholm upphörde 1994.